# Günter Kurze
Günter Kurze (* 26. Dezember 1943 in Chemnitz) ist ein deutscher Schauspieler.

## Leben
Günter Kurze absolvierte seine Schauspielausbildung an der Hochschule für Schauspielkunst „Ernst Busch“ Berlin. Von 1969 bis 2009 war er als festes Ensemblemitglied am Staatsschauspiel Dresden engagiert, wo er in unzähligen Rollen zu sehen war. Er spielte unter anderem 1973 den Adam in der Uraufführung von Peter Hacks’ Komödie Adam und Eva, war Willy Loman in Tod eines Handlungsreisenden von Arthur Miller, James Tyrone in Eines langen Tages Reise in die Nacht von Eugene O’Neill, der Stadtmusikant Miller in Friedrich Schillers Kabale und Liebe oder unter der Regie von Holk Freytag der Graf von Gloucester in dem Shakespeare-Drama König Lear.
Seit den 1970er-Jahren arbeitet Günter Kurze auch immer wieder vor der Kamera. In Krimiserien wie Polizeiruf 110, Der Staatsanwalt hat das Wort oder dem Tatort sah man ihn ebenso wie in der Verfilmung von Erich Loests Roman Nikolaikirche und dem Fernsehfilm Tage des Sturms. In der ZDF-Dokumentationsreihe Terra X verkörperte er unter anderem Karl May.
Günter Kurze ist mit der Schauspielerin Regina Bader verheiratet. Die gemeinsame Tochter Katka arbeitet ebenfalls als Schauspielerin. Kurze wohnt in Dresden.

## Filmografie
- 1973: Polizeiruf 110 – Der Ring mit dem blauen Saphir
- 1983: Verzeihung, sehen Sie Fußball?
- 1989: Der Staatsanwalt hat das Wort – Noch nicht zu Hause
- 1992: Karl May (Miniserie)
- 1995: Nikolaikirche
- 1996: Tödliches Schweigen
- 1997: Ein Mord für Quandt – Das falsche Kaliber
- 1999: Tatort: Auf dem Kriegspfad
- 1999: Hinter Gittern – Der Frauenknast – Falsche Freunde
- 2000–2005: In aller Freundschaft (Fernsehserie, 2 Folgen)
- 2000: Mutter wider Willen
- 2001: Tatort: Trübe Wasser
- 2001: Ein Stück vom Glück
- 2002: Lilly unter den Linden
- 2002: Das Geheimnis meiner Mutter
- 2002–2004: SOKO Leipzig (Fernsehserie, 2 Folgen)
- 2003: Das fliegende Klassenzimmer
- 2003: Tage des Sturms
- 2003: Tal der Ahnungslosen
- 2006–2008: Familie Dr. Kleist (Fernsehserie, 2 Folgen)
- 2006: Die Märchenstunde – Rotkäppchen – Wege zum Glück
- 2009: Romeo und Jutta
- 2012: Heiter bis tödlich: Alles Klara – Mord nach Stundenplan
- 2014: Die geliebten Schwestern